# Пайн-Гроув (округ Скайлкілл, Пенсільванія)
Пайн-Гроув (англ. Pine Grove) — місто (англ. borough) в США, в окрузі Скайлкілл штату Пенсільванія. Населення — 2049 осіб (2020).

## Географія
Пайн-Гроув розташований за координатами 40°33′12″ пн. ш. 76°23′10″ зх. д. / 40.55333° пн. ш. 76.38611° зх. д. (40.553414, -76.386016).  За даними Бюро перепису населення США в 2010 році місто мало площу 2,76 км², уся площа — суходіл.

## Демографія
Згідно з переписом 2010 року, у селищі мешкало 2186 осіб у 930 домогосподарствах у складі 591 родини. Густота населення становила 793 особи/км².  Було 996 помешкань (361/км²).
Расовий склад населення:
| - 97,0 % — білих - 0,8 % — чорних або афроамериканців - 0,3 % — азіатів - 0,1 % — корінних американців |

До двох чи більше рас належало 1,2 %. Частка іспаномовних становила 2,1 % від усіх жителів.
За віковим діапазоном населення розподілялося таким чином: 23,3 % — особи молодші 18 років, 58,9 % — особи у віці 18—64 років, 17,8 % — особи у віці 65 років та старші. Медіана віку мешканця становила 39,3 року. На 100 осіб жіночої статі у селищі припадало 100,6 чоловіків;  на 100 жінок у віці від 18 років та старших — 93,0 чоловіків також старших 18 років.
Середній дохід на одне домашнє господарство  становив 56 835 доларів США (медіана — 45 795), а середній дохід на одну сім'ю — 64 465 доларів (медіана — 60 938). Медіана доходів становила 50 391 долар для чоловіків та 33 981 долар для жінок. За межею бідності перебувало 11,3 % осіб, у тому числі 18,1 % дітей у віці до 18 років та 4,6 % осіб у віці 65 років та старших.
Цивільне працевлаштоване населення становило 1009 осіб. Основні галузі зайнятості: освіта, охорона здоров'я та соціальна допомога — 24,6 %, виробництво — 17,5 %, роздрібна торгівля — 14,5 %.